# لقلقي حامض
لقلقي حامض (الاسم العلمي:Pelargonium acetosum) هو نوع من النباتات يتبع جنس اللقلقي من الفصيلة الغرنوقية.